# Isola di Bromwich
L'isola di Bromwich (in russo Остров Бромидж, ostrov Bromidž) è un'isola russa che fa parte dell'arcipelago della Terra di Francesco Giuseppe, nell'Oceano Artico. Amministrativamente fa parte dell'oblast' di Arcangelo.

## Geografia
L'isola di Bromwich si trova nella parte centro-meridionale dell'arcipelago, è la più settentrionale di un gruppo di 4 isole ravvicinate fra di loro; le altre 3 sono: l'isola di Pritchet, a soli 800 metri, al di là del canale di Newcomb; l'isola di Brice 4 km a sud-est, al di là del canale di Sadko; e l'isola di Bliss che si trova a sud. Verso ovest poi c'è l'isola di Nansen.
La lunghezza massima dell'isola da capo Stog (мыс Стог), a nord-ovest, a capo Moore (мыс Мур), a sud, è di circa 10 km; nella parte settentrionale si trova capo Temple. Il punto più alto dell'isola raggiunge i 392 metri. L'isola si affaccia a nord sullo stretto di Markham.